# Parafia Podwyższenia Krzyża Świętego w Starej Łubiance
Parafia pw. Podwyższenia Krzyża Świętego w Starej Łubiance – parafia należąca do dekanatu Wałcz, diecezji koszalińsko-kołobrzeskiej, metropolii szczecińsko-kamieńskiej. Została utworzona w 1668 roku, ponownie w 1945. 

## Miejsca święte

### Kościół parafialny
Kościół Podwyższenia Krzyża Świętego w Starej Łubiance
Kościół parafialny został zbudowany w 1854 roku. Jest w stylu neoromańskim. Poświęcony w 1855, konsekrowany 14 września 2005 r. przez ks. bpa Kazimierza Nycza.

### Kościoły filialne i kaplice
- Kościół pw. św. Huberta w Dobrzycy[1]
- Kościół Matki Boskiej Częstochowskiej w Krępsku[1]